# جيمس أندروود كروكت
جيمس أندروود كروكت (بالإنجليزية: James Underwood Crockett)‏ هو كاتب أمريكي، ولد في 9 أكتوبر 1915 في هافر هيل في الولايات المتحدة، وتوفي في 11 يوليو 1979.

## وصلات خارجية
- جيمس أندروود كروكت على موقع IMDb (الإنجليزية)